# Język liki
Język liki, także moar – język austronezyjski używany w prowincji Papua w Indonezji (dystrykt Sarmi, kabupaten Sarmi, wyspy Liki i Nirumoar). W 2005 roku posługiwało się nim 11 osób (cała społeczność etniczna liczy 320 osób).
Blisko spokrewniony z językiem sobei i ponoć zrozumiały dla jego użytkowników.
Jego znajomość jest w zaniku, w 2005 roku był już prawie wymarły. Posługują się nim wyłącznie osoby w podeszłym wieku. W użyciu są też języki malajski papuaski i indonezyjski.